# Mickey One
Mickey One è un film drammatico del 1965 diretto da Arthur Penn e interpretato da Warren Beatty.
Lo stesso anno venne presentato in concorso alla 26ª Mostra internazionale d'arte cinematografica di Venezia e al New York Film Festival.

## Trama
Dopo aver accumulato una serie di debiti di gioco ed essere incorso nelle ire della mafia di Detroit, un cabarettista fugge a Chicago e assume il nome Mickey One. Riesce ad ottenere un lavoro in un squallido ristorante ma alla fine decide di tornare sul palcoscenico e il suo nuovo agente George Berson gli procura una serata presso l'esclusivo club Xanadu di Ed Castle. Nel frattempo, la sua padrona di casa cerca di sfrattarlo ma Mickey si rifiuta di lasciare l'appartamento, finendo per innamorarsi della nuova inquilina Jenny. Preoccupato che l'ingaggio allo Xanadu possa attirare su di sé l'attenzione e del fatto che Castle possa conoscere i suoi nemici, viene comunque convinto a fare per un provino per un misterioso uomo collegato con i club nel Midwest. Spaventato e insospettito Mickey esegue una breve performance e fugge, temendo che si tratti di un mafioso, ma arriverà alla conclusione che è inutile continuare a nascondersi.

## Produzione
Dopo essere rimasto colpito da Anna dei miracoli del 1962, Warren Beatty si mise in contatto con Arthur Penn per proporgli un suo progetto chiamato Honeybear. Dal canto suo il regista offrì a Beatty il ruolo di protagonista in un dramma sperimentale a basso costo che stava creando, intitolato Mickey One, con il quale intendeva ricreare il tipo di paranoia prevalente durante la caccia alle streghe anti-comunista degli anni quaranta.
Beatty stava aspettando la revisione finale del copione di Ciao Pussycat ed accettò subito, ma una volta che i due iniziarono a lavorare insieme cominciarono i problemi. «Abbiamo avuto un sacco di problemi in quel film», ha dichiarato l'attore, «perché non sapevo cosa diavolo stesse cercando di fare Arthur e cercavo di capire... credo che non lo sapesse neanche lui». Una delle principali frustrazioni per Beatty riguardò il suo personaggio: «Per me le gag da cabaret che avrei dovuto fare non erano divertenti, e di questo mi sono sempre lamentato con Arthur, del fatto che le battute fossero un tentativo di raggiungere una sorta di universalità, un richiamo all'intelletto che non trovavo affatto divertente... mi sentivo come se stessi interpretando un comico che dovevo far sembrare divertente».
A quanto pare il regista mostrò anche la tendenza ad imitare l'abitudine di William Wyler di girare innumerevoli volte la stessa scena fino a che non fosse soddisfatto. In un caso, fece ripetere a Beatty la stessa sequenza sessantanove volte.

## Distribuzione
Il film venne proiettato nelle sale statunitensi a partire dal 27 ottobre 1965, sparendo molto presto dalla circolazione dopo una scarsa distribuzione che in molti casi lo relegò nei drive-in.
Dopo quelli di Venezia e di New York è stato nuovamente presentato in tre festival cinematografici: al Sundance Film Festival nel 1994, al Festival internazionale del cinema di Berlino nel 2007 e al Panorama of European Cinema di Atene nel 2010.

### Date di uscita
- USA (Mickey One) - 27 ottobre 1965
- Finlandia (Kauhu) - 25 marzo 1966
- Paesi Bassi (Mickey One) - 31 marzo 1966
- Danimarca (Mickey One) - 24 maggio 1967
- Spagna (Acosado) - 20 maggio 1968
- Messico (Asi soy yo) - 31 ottobre 1969

## Critica
Il film ricevette critiche discordanti alla sua uscita. Bosley Crowther del New York Times giudicò interessante la fotografia e l'uso della macchina da presa di Arthur Penn, ritenendo però Warren Beatty «affettato e stranamente dilettantesco nel modo in cui presenta i tormenti emotivi e le reazioni allarmate del suo personaggio». Sulla rivista Variety l'interpretazione di Beatty venne invece definita «una performance maestosa, anche se assai leziosa», mentre la sceneggiatura fu giudicata «sovraccarica di espressioni simboliche che oscurano gli obiettivi principali della trama».
Mickey One venne rivalutato nel 1995, dopo la proiezione al Castro Theatre di San Francisco e la recensione entusiasta di Peter Stack del San Francisco Chronicle che lo definì «un lunatico, ironico viaggio attraverso un tipo di inferno immaginato dal protagonista e dal film stesso, i cui cambi di direzione volubili e a volte sconcertanti sono sottolineati dagli ossessionanti assoli di sassofono improvvisati dal compianto Stan Getz».
In tempi più recenti, Nathan Rabin di The Onion A.V. Club ha definito il film "puro jazz cinematografico", mentre Lucia Bozzola ha scritto nella sua recensione su AllMovie: «Evitando qualsiasi parvenza di narrazione convenzionale, Arthur Penn e Alan Surgal presentano un mondo distorto attraverso la nevrosi di Mickey, mettendo gli spettatori nella sua posizione di disagio e incertezza. Mickey One elude risposte facili al dilemma psicologico del protagonista in favore di azioni sconnesse e immagini evocative».

## Colonna sonora
Le musiche del film furono composte e arrangiate da Eddie Sauter ed eseguite dal sassofonista jazz Stan Getz. Si trattò della loro seconda collaborazione dopo l'album Focus, pubblicato da Getz nel 1961. Tra gli altri musicisti che contribuirono, Richard Davis al contrabbasso, Mel Lewis alla batteria, Clark Terry a tromba e flicorno soprano, Roger Kellaway al pianoforte.
La colonna sonora venne distribuita nel 1965 dalla MGM Records. Alla sua uscita, la rivista Billboard scrisse che il sax alto di Getz evocava «la sensazione di una grande città e la solitudine, l'eccitazione, la disperazione e le frustrazioni di coloro che vivono in essa».

### Tracce
1. Once Upon a Time - 3:58
2. Mickey's Theme - 2:22
3. On Stage (I'm a Polack Noel Coward)/Mickey's Flight/The Crushout (Total Death) - 3:00
4. Is There Any Word From the Lord?/Up From Limbo/If You Ever Need Me/A Taste of Living/
Shaley's Neighborhood Sewer & The Pickle Club Rock/The Agent/The Stripper - 10:48
5. The Sucubba - 3:28
6. Mickey Polka - 0:54
7. Where I Live/The Apartment/Cleaning Up For Jenny/The Polish Landlady - 2:28
8. I Put My Life In Your Hands/A Girl Named Jenny - 3:40
9. YES - The Creature Machine/Guilty of Not Being Innocent/Touching In Love/A Five Day Life/
The Syndicate/Ruby Lapp Is Dead/(Going To) Who Owns Me/The Big Fight/Darkness Before the Day - 11:34
10. Morning Ecstasy (Under the Scaffold) - 0:50
11. As Long As I Live - 2:06
12. Is There Any Word? So This Is the Word - 1:53